# Citizen Khan
Citizen Khan (dosł. Obywatel Khan) – brytyjski sitcom, emitowany premierowo od 2012 roku na antenie BBC One. Dotychczas stacja pokazała 20 odcinków podzielonych na trzy serie, premiera serii 4 planowana jest na październik 2015. Pomysłodawcą serialu i odtwórcą głównej roli oraz jednym ze scenarzystów jest Adil Ray. Pozostali autorzy scenariuszy to Anil Gupta i Richard Pinto, zaś reżyserem serialu jest Nick Wood.

## Opis fabuły
Akcja serialu umiejscowiona jest w Sparkhill, dzielnicy Birmingham, która nazywana jest tu "stolicą brytyjskiego Pakistanu" ze względu na liczną społeczność Pakistańczyków żyjącą na tym terenie. Głównym bohaterem jest Pan Khan, uważający się za niezwykle wpływową postać miejscowej społeczności, wręcz za jej lidera. Pan Khan za wszelką cenę stara się mienić osobą ważną i wpływową, choć w rzeczywistości nie wyróżnia się na tle sąsiadów ani zamożności ani inteligencją, co najwyżej tupetem i wysokim mniemaniem o sobie. Niełatwe życie ma również rodzina Pana Khana, złożona ze znoszącej dzielnie jego dziwne pomysły żony oraz dwóch córek, z których młodsza udaje przykładną muzułmankę, aby oszukać ojca i zaskarbić sobie jego względy, choć tak naprawdę jest zwykłą angielską nastolatką. Starsza z córek cierpi z powodu faworyzowania siostry, a pocieszenie znajduje w ramionach niezbyt bystrego narzeczonego.
Od strony konstrukcyjnej Citizen Khan jest klasycznym brytyjskim sitcomem skupionym wokół domu i perypetii jednej rodziny. Cechą wyróżniającą go na tle wcześniejszych produkcji tego typu jest fakt, iż rodzina ta należy do mniejszości narodowej i religijnej. Zwłaszcza ten ostatni element jest wyjątkowy, ale powoduje też liczne kontrowersje, bowiem brytyjskie media unikają w większości żartów związanych z islamem.

## Produkcja
Sceny plenerowe do serialu realizowane są w autentycznym Sparkhill, zaś napisy końcowe każdego odcinka zawierają podziękowania dla mieszkańców tej dzielnicy. Sceny studyjne kręcone są w kompleksie MediaCityUK w Salford.

## Obsada
- Adil Ray jako Pan Khan
- Shobu Kapoor jako Razia, żona Pana Khana
- Maya Sondhi jako Shazia, starsza córka Pana Khana
- Bhavna Limbachia jako Alia, młodsza córka Pana Khana
- Abdullah Afzal jako Amjad, narzeczony Shazii
- Harvey Virdi jako Pani Malik, przyjaciółka Razii i mama Amjada
- Kris Marshall jako Dave, administrator meczetu (tylko seria 1)
- Matthew Cottle jako Dave, administrator meczetu (od serii 2)
- Felix Dexter jako Omar, imigrant z Somalii i znajomy Pana Khana